# François Rabelais
François Rabelais (La Devinière (in de buurt van Chinon), 1483, al wordt soms 1494 verondersteld - Parijs, 9 april 1553) was een Franse arts en schrijver. Rabelais is een van de bekendste humanisten uit de renaissance.

## Levensloop
Hij was eerst een novice bij de franciscanenorde en werd later broeder in Fontenay-le-Comte. Daar studeerde hij Grieks en Latijn, maar ook geneeskunde, filologie en rechtsgeleerdheid. Toen al werd hij gerespecteerd door verscheidene humanisten van die periode, onder wie Budé. Geïrriteerd door de bemoeizucht met zijn studie door de franciscanen, schreef Rabelais een brief aan paus Clemens VII, waarin hij toestemming vroeg om de franciscanen te verlaten en zich bij de benedictijnen te vervoegen in Maillezais, waar hij warm verwelkomd werd.
Later verliet hij het klooster om te studeren aan de Universiteit van Poitiers en de Universiteit van Montpellier. In 1532 verhuisde hij naar Lyon, een van de intellectuele centra van Frankrijk, om er de geneeskunde te praktiseren en Latijnse teksten te bewerken voor de drukker Sébastien Gryphe.